# Lisa retrouve Marge
Lisa retrouve Marge est le dix-huitième épisode de la vingt-septième saison de la série télévisée Les Simpson et le 592e épisode de la série. Il est sorti en première sur le réseau Fox le 10 avril 2016.

## Synopsis
Se sentant délaissée par Marge, Lisa va partir en week-end à Capital City avec elle afin de pouvoir tenter de resserrer les liens. Pendant ce temps, Bart et Maggie restent avec Homer. Les deux enfants vont en profiter pour commettre beaucoup de farces.